# Neustraschimy-Klasse
Projekt 11540 Jastreb (russisch Ястреб ‚„Habicht“ bzw. „Sperber“‘, nach dem Typschiff bzw. NATO-Codenamen als Neustraschimy-Klasse bezeichnet) ist ein Klasse von zwei U-Jagd-Fregatten der Baltischen Flotte der Russischen Marine.

## Allgemeines
Mitte der 1970er Jahre begann die Entwicklung von „Projekt 1154“, einer U-Jagd-Korvette. Zu Beginn lag die geplante Tonnage bei rund 1500 Tonnen. Im Laufe der Entwicklungszeit stiegen die Anforderungen. Durch Hinzufügen zusätzlicher Waffensysteme sowie einen Helipad wurde schließlich eine moderne Mehrzweckfregatte (als „Projekt 11540“) entwickelt, die die Schiffe der Kriwak-Klasse ablösen sollte.
Noch vor 1990 wurden drei Schiffe der Klasse in der Kaliningrader Jantar-Werft auf Kiel gelegt und in den folgenden Jahren vom Stapel gelassen. Nur das erste Schiff wurde jedoch zeitnah in Dienst gestellt. Die zweite Einheit wurde erst 2009 der Flotte zugeteilt, die dritte Einheit nicht fertiggestellt und später abgebrochen.

### Weiterentwicklungen
Es existiert zwar ein Projekt 11541 „Korsar“ als Exportvariante (mit den entsprechenden Exportvarianten der Waffensysteme und Elektronik). Allerdings wurde davon bisher noch kein Schiff auf Kiel gelegt.

## Einheiten
| Name                                           | Bauwerft            | Kiellegung    | Stapellauf                                       | Indienststellung                                 | Bemerkungen (Flotte)                             |
| ---------------------------------------------- | ------------------- | ------------- | ------------------------------------------------ | ------------------------------------------------ | ------------------------------------------------ |
| Neustraschimy (Неустрашимый, „Der Furchtlose“) | Jantar, Kaliningrad | 25. März 1987 | 25. Mai 1988                                     | 24. Januar 1993                                  | Aktiv (Baltische Flotte)                         |
| Jaroslaw Mudry (Ярослав Мудрый)                | Jantar, Kaliningrad | 25. Mai 1988  | 19. Juli 1990                                    | 19. Juni 2009                                    | Aktiv (Baltische Flotte)                         |
| Tuman (Туман, „Nebel“)                         | Jantar, Kaliningrad | 1993          | Bauauftrag storniert, war zu 47 % fertiggestellt | Bauauftrag storniert, war zu 47 % fertiggestellt | Bauauftrag storniert, war zu 47 % fertiggestellt |

## Technische Beschreibung

### Rumpf
Der Rumpf einer Fregatte der Neustraschimy-Klasse ist 129,6 Meter lang, 15,6 Meter breit und hat bei einer Verdrängung von 3.800 Tonnen einen Tiefgang von 5,6 Metern. Rumpf und Aufbauten bestehen aus Stahl und wurden unter Verwendung von Technologien zur Verringerung der akustischen Signatur entworfen.

### Antrieb
Der Antrieb erfolgt durch vier Gasturbinen (COGAG-Antrieb), zwei Turbinen mit je 10.000 und zwei mit 18.500 PS, was eine Gesamtleistung von 57.000 PS (41.923 kW) ist. Die Leistung wird an zwei Wellen mit je einer Schraube abgegeben. Die Höchstgeschwindigkeit beträgt 29 Knoten (54 km/h). Bei einer Geschwindigkeit von 16 Kn haben die Schiffe eine Reichweite von rund 4.500 Seemeilen.

### Bewaffnung

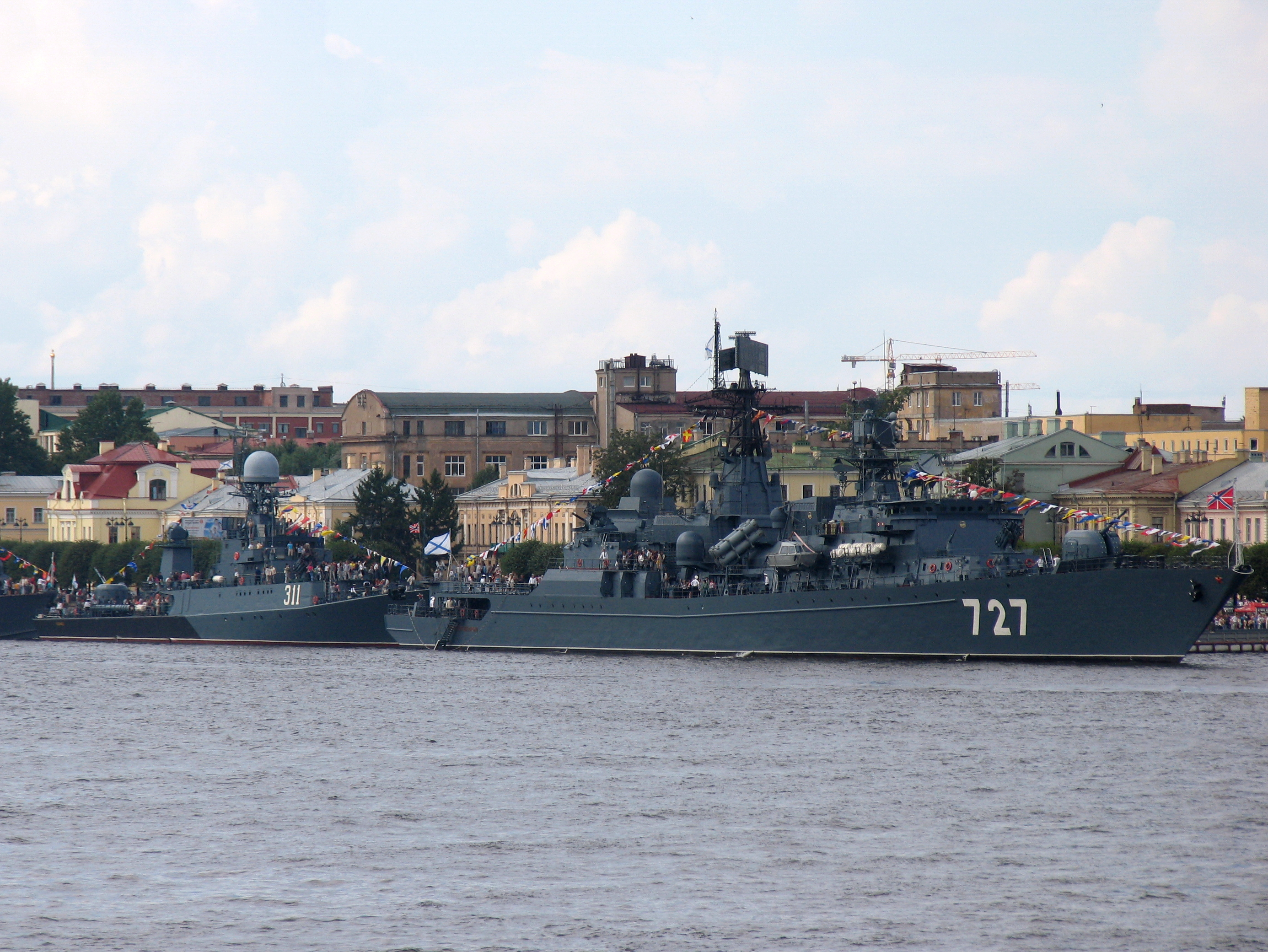
Jaroslaw Mudry 2011 mit aufgesetztem Starter für 3M-24-(SS-N-25)-Seezielflugkörper mittschiffs

Am Bug des Schiffes ist ein 100-mm-Geschütz AK-100 zur Bekämpfung von Flugzeugen sowie Überwasser- und Küstenzielen installiert. Der Munitionsvorrat beträgt 350 Schuss, unter anderem auch panzerbrechende Geschosse. Die Kadenz beträgt zwischen 30 und 50 Schuss pro Minute, die Reichweite bis zu 20 km. Das Waffensystem beinhaltet ein Computersystem für optische und Radar-Zielerfassung und -verfolgung sowie für automatisches Feuer.
Zur Bekämpfung von Überwasserzielen können 8 SS-N-25-Seezielflugkörper mitgeführt werden. Es können zwei Vierfachstarter zwischen den beiden Masten aufgestellt werden.
Je einer an jeder Seite, mit entgegengesetzter Abschussrichtung, so dass der Starter auf der Steuerbordseite die Raketen nach Backbord ausstößt und umgekehrt.   
Zur Zeit des Baus der Neustraschimy war die Entwicklung der SS-N-25 noch nicht abgeschlossen. Deshalb wurde sie 1993 ohne Seezielflugkörper in Dienst gestellt. Eine Nachrüstung erfolgte bis heute (Stand 2020) nicht.  
An beiden Seiten sind je drei 533-mm-Torpedorohre Richtung Bug installiert. Diese können außer Torpedos auch die Lenkwaffen SS-N-16 Stallion einsetzen. Insgesamt stehen 16 Waffen zur Verfügung.
Zur U-Jagd stehen ein Hubschrauber Kamow Ka-27 und ein, auf dem oberen Deck montierter, zwölfrohriger Wasserbombenwerfer RBU-6000 mit insgesamt 96 Geschossen zur Verfügung.
Für die Flugabwehr sind im Bug (zwischen Geschütz und RBU-6000) vier Senkrechtstartmodule mit einem jeweils achtrohrigen Trommelmagazin für 3K95 Kinschal-Flugabwehr-Raketen installiert. Auf beiden Seiten der Satellitenantennen-Kuppel befindet sich je ein 3K87-Kortik-Komplex als kombiniertes Artillerie/Raketen-Nahbereichsverteidigungssystem mit insgesamt 64 Raketen und 600 Schuss Munition pro Geschütz.
Acht Täuschkörperwerfer PK-10 und zwei PK-16 zum Abschuss von Radar-, Infrarot- und optischen Täuschkörpern sind ebenfalls vorhanden.